# Atlamajalcingo del Río
Atlamajalcingo del Río es una localidad del estado mexicano de Guerrero. Es parte del municipio de Tlapa de Comonfort.

## Toponimia
El nombre «Atlamajalcingo» proviene de los términos en náhuatl: atl, agua; maxatli, bifurcación; tzin, diminutivo; co, locativo. Su significado es «lugar donde se bifurca el río».

## Demografía
| Gráfica de evolución demográfica |
|                                  |

| Censo | Población |
| ----- | --------- |
| 1900  | 278       |
| 1910  | 308       |
| 1921  | 300       |
| 1930  | 306       |
| 1940  | 447       |
| 1950  | 462       |
| 1960  | 534       |
| 1970  | 771       |
| 1980  | 837       |
| 1990  | 886       |
| 2000  | 1 022     |
| 2010  | 1 228     |
| 2020  | 1 078     |